# Emiliano Zapata (Villa Comaltitlán)
Emiliano Zapata, también conocida como Los Cocos, debido a la existencia en tiempos anteriores de una gran cantidad de esta especie de palmeras a lo largo de su calle central, está situada en el municipio de Villa Comaltitlan, en el Estado de Chiapas, México.

## Población y economía local
El número de habitantes de la comunidad no supera las 500 personas, en su mayoría campesinos dedicados a cultivos de temporada como la sandía, el tabaco o el maíz, así como plantaciones perennes tales como la palma de aceite, el mango y la caña de azúcar. Realizan también actividades ganaderas a pequeña escala.

## Servicios
La comunidad cuenta con varios servicios públicos de primera necesidad -alcantarillado, electricidad y agua canalizada (no potable)-, aunque carece de servicios y obras públicas como parques y pavimentación. Actualmente se encuentra en proceso el asfaltado de la carretera que comunica la comunidad con el vecino ejido de Lázaro Cárdenas.

## Educación
En lo relativo a los servicios educativos se cuenta con las siguientes instituciones;
- Jardín de Infancia Jesús García Corona
- Escuela de Educación Primaria  Adolfo López Mateo
- Telesecundaria número 83 Emiliano Zapata

## Problemática
- Climática. Por ubicarse dentro de una zona con clima tropical, las precipitaciones son muy abundantes en verano y con presencia de tormentas eléctricas. Como consecuencia, son frecuentes las interrupciones del fluido eléctrico hacia la comunidad, que incluso tardan hasta 3 días en ser reparadas.
- Política. La población se encuentra dividida por problemas políticos. Aunque la mayoría simpatiza con el partido PRD, existe una porción relativamente grande de activistas de partido PRI; es entre estos dos grupos donde se asientan las mayores diferencias, que suelen alcanzar confrontaciones y acusaciones de gran escala. También tienen presencia partidos minoritarios, tales como PVEM (logró una importante presencia en el proceso electoral de 2004) y PAN.